# DJ Taucher
DJ Taucher, właśc. Ralph Armand Beck (ur. 20 lutego 1966 w Bischofsheim) – niemiecki DJ i producent muzyczny, pionier muzyki trance grający od 1992 roku.
W Polsce znany głównie z występów na żywo, szczególnie podczas dużych imprez. Wielokrotny gość festiwalów muzyki techno takich jak Love Parade czy Mayday. W początku kariery produkował i miksował muzykę głównie w nurcie trance, by w późniejszym czasie zająć się muzyką w gatunku progressive house.
Beck największe komercyjne sukcesu odnosił w końcówce lat 90. Jego album kompilacyjny z 1999 roku, Life Is a Remix, odniósł sukces podobnie jak Live at Webster Hall w Nowym Jorku, który osiągnął 43. miejsce na amerykańskiej liście Billboard Heatseekers w 2000 roku. Jego singiel z 1999 roku, "Child of the Universe", zadebiutował na 74. miejscu na UK Singles Chart. 
W świecie muzyki zasłynął głównie z udanych remiksów oraz koprodukcji.  Beck wydawał również muzykę w ramach projektów Diver & Ace, Trance Allstars, Trance Cowboys i Red Light District.As Taucher.  

## Albumy
- 1996 Return to Atlantis
- 2001 Ebbe & Flut
- 2009 Adult Music
- 2009 Just Like You